# 식빵

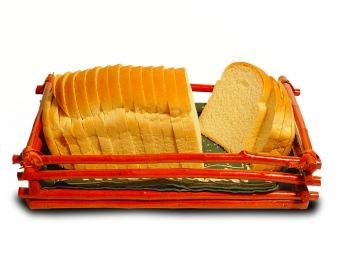

식빵(食―, 영어: loaf bread)은 먹기 편리하도록 미리 잘라놓은 빵을 말한다. 좁은 의미로는 틀에 넣어 구운 흰 빵(white pan bread)을 말하고, 넓은 의미로는 식사 때 내놓은 빵을 말한다.
식빵은 1928년 7월 7일 미국 미주리주 실리코시의 실리코시 제과(Chillicothe Baking Company)에서 처음 상용화되었다.
밀가루에 물과 효모(이스트)를 넣고 반죽하여 구워 낸다. 기호에 따라 우유, 분유, 유지, 소금, 설탕, 옥수수 가루, 호밀 가루, 건포도를 첨가하기도 한다. 좋은 식빵은 각 면의 구워진 빛깔이 거의 같으며, 곱게 부풀고 네 귀퉁이가 반듯하게 모가 나 있다.

## 팽 드 미
팽 드 미(프랑스어: Pain de mie)는 프랑스 빵의 종류이다. "팡"은 프랑스어로 "빵" 또는 "빵 한 조각"을 가리키며 "미"는 "크럼브"라고 불리는 빵의 부드러운 부분을 가리킨다. 영어권 국가에서는 팽 드 미가 풀맨로프나 샌드위치와 비슷한 모양을 하고 있다. 이 빵은 설탕을 첨가하며 이 설탕은 바게트와 같은 다른 프랑스의 빵보다 이 빵을 더 달게 해주는 역할을 해 준다. 이 빵은 주로 샌드위치나 토스트를 만들기 위해서 쓰인다. 구울 때는 보통 빵의 껍질이 생성되는 것을 막아주는 특수 팬에 굽는다. 만약 일반적인 팬에 굽는다면 빵에 껍질이 생겨서 팬에 달라붙을 수 있다. 팽 드 미는 주로 둥근 모양이나 직사각형 모양으로 만들어진다.

## 문학에서의 등장
- 브레드 이발소의 브레드, 브레든
- 지각한 식빵소녀